# Lockheed
A Lockheed Corporation (eredetileg Loughead Aircraft Manufacturing Company) egy 1912-ben alapított amerikai repülőgépgyártó vállalat volt, amely 1995-ben a Martin Marietta céggel történt fúziója után a Lockheed Martin részévé vált.

## Története

### Kialakulása
Az Alco Hydro-Aeroplane Company-t 1912-ben alapította Allan és Malcom Loughead. A céget később átnevezték Loughead Aircraft Manufacturing Company-ra, székhelye a kaliforniai Santa Barbara lett.
1926-ban Allan Loughead megalapította az addigra csődbe jutott Loughead nevére hasonlító Lockheed Aircraft Company-t a szomszédos Hollywoodban. 1929-ben a céget eladták a Detroit Aircraft Corporation-nek, ami azonban a nagy gazdasági világválság miatt összezsugorodott repülőgépgyártási piac miatt szintén csődöt jelentett. A céget egy befektetői csoport állította talpra 1932-ben, alig 40 000 dolláros befektetéssel. A sors fintora, hogy maga Allan Loughead is meg szerette volna vásárolni az általa alapított céget, de "csak" 50 000 dollárnyi tőkét tudott összeszedni, ami viszont szerinte túlságosan alacsony összeg volt ahhoz, hogy komoly ajánlatot tehessen.
1934-ben a befektetői csoportot vezető Robert E. Grosst nevezték ki az új vállalat, a Lockheed Corporation élére. A cég székhelye a burbanki repülőtérre került. A befektetői testvérpár másik tagja, Courtland S. Gross testvére 1961-es halálát követően került a cég élére.

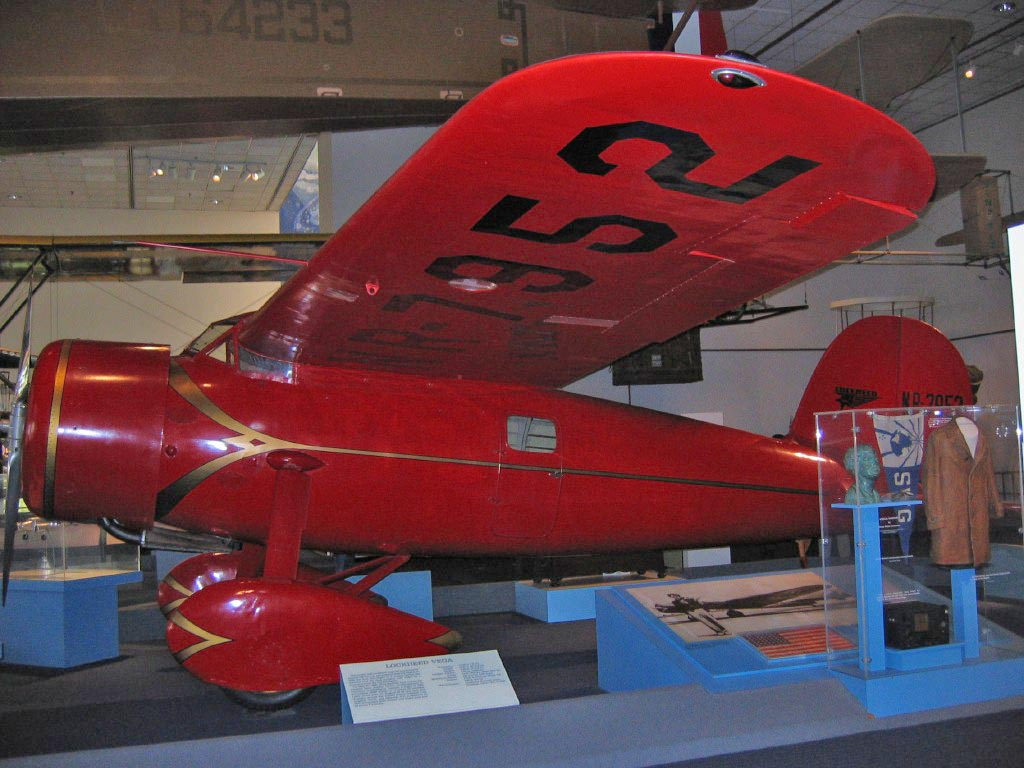
Amelia Earhart két világrekordot is felállított ebben a Vega 5b-ben

A Lockheed első sikeres, nagyobb példányszámban gyártott típusa a Lockheed Vega volt. A 141 példányban gyártott repülőgéppel számos repülési rekordot állított fel többek között Amelie Earhart, Wiley Post és George Hubert Wilkins.

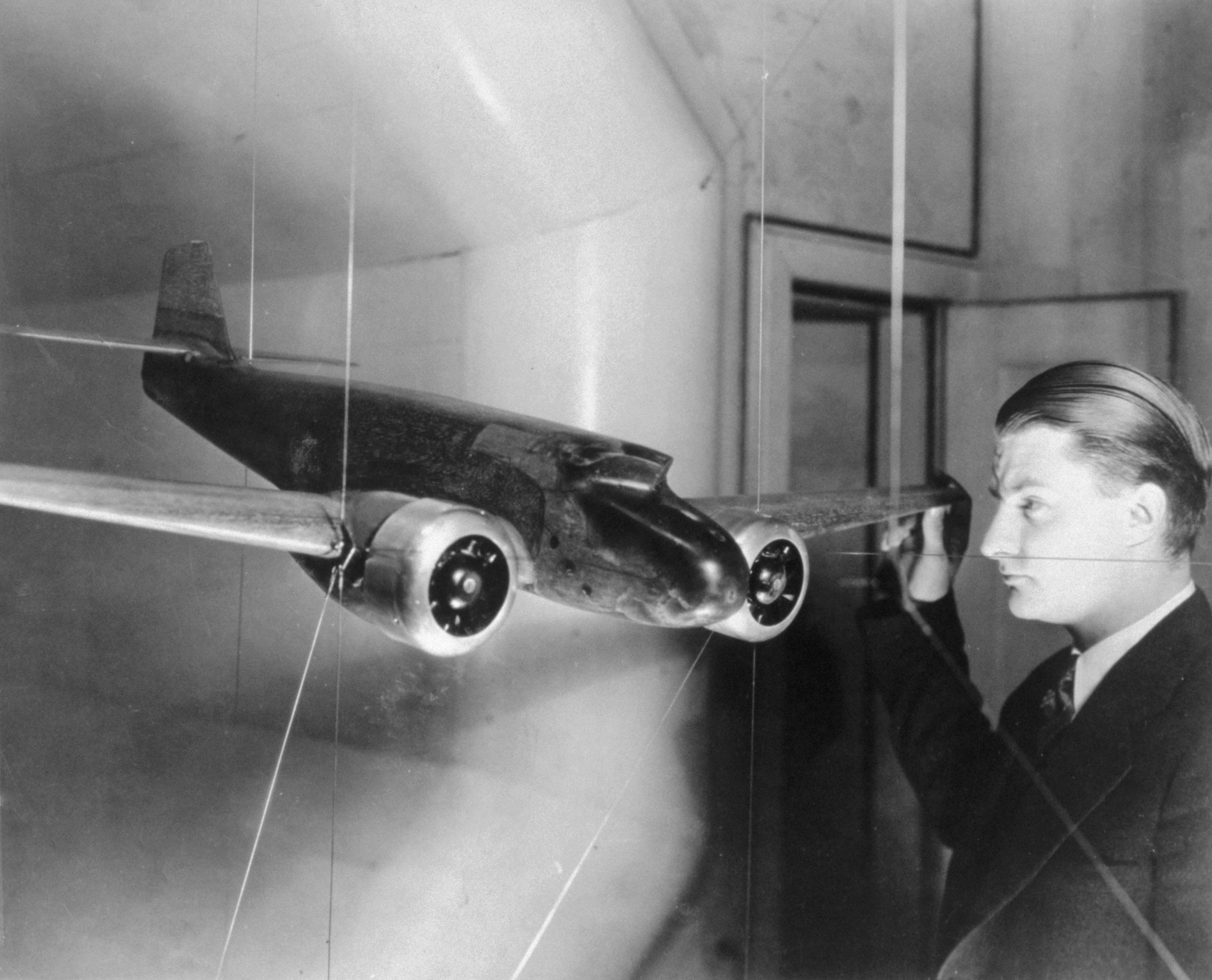
Kelly Johnson tervezőmérnök a Lockheed L–10 Electra modelljével (1933)

Az 1930-as években a Lockheed 139 400 dolláros költségen kifejlesztette a Lockheed L–10 Electra kétmotoros futárgépet. Az első évben a gépből negyven darabot sikerült eladni. Amelia Earhart és navigátora, Fred Noonan 1937-ben egy Lockheed Electrával próbálta meg körberepülni a Földet, amikor a Csendes-óceán térségében nyomuk veszett. A gép továbbfejlesztett változatai, a Lockheed L–12 Electra Junior és a Lockheed 14 Super Electra is kedvező piaci fogadtatásra talált. A Lockheed 14 alapján fejlesztették ki a Lockheed Hudson bombázót, amelyet a második világháború előtt a Royal Air Force és az amerikai hadsereg légi hadteste is tengeralattjáró vadászként állított szolgálatba.

### Második világháborús termelése

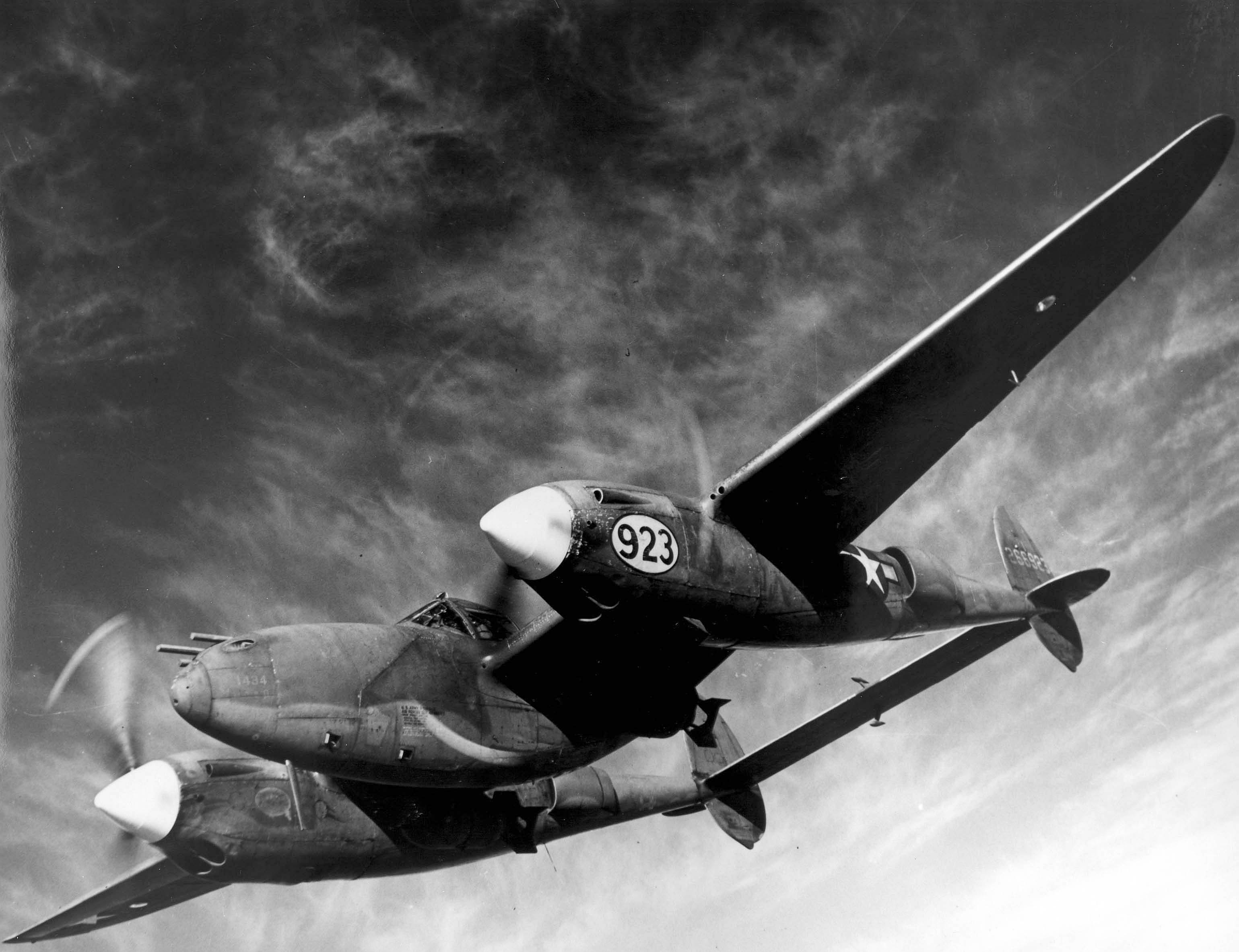
P–38H–5–LO Lightning

A második világháború kezdetén a Lockheed, Kelly Johnson legendás repülőgép-tervező sugallatára, pályázatot adott be egy elfogóvadász-tenderre. A nyertes tervezet később a P–38 Lightning nevet kapta, és szokatlan, két géptörzsű és kétmotoros felépítésével keltett feltűnést. A P–38 a második világháború egyetlen olyan vadászgépe volt, amelyet az egész háború alatt építettek. Csatarepülőként, vadászgépként és még stratégiai bombázóként is bevetették az összes hadszíntéren, ahol az USA harcolt. A világháború alatt a P–38-asok lőtték le a legtöbb japán repülőgépet, többek között azt a csapatszállítót is, amelyen Jamamoto Iszoroku tengernagy utazott.
A világháború alatt repülőgépgyártás 6%-át a Lockheed és a Vega Aircraft Corporation leányvállalata adta, összesen 19 278 repülőgépet: 2600 Venturát, 2750 B–17 Flying Fortresst (Boeing-licenc alapján), 2900 Hudsont és 9000 Lightninget.

### A világháború után

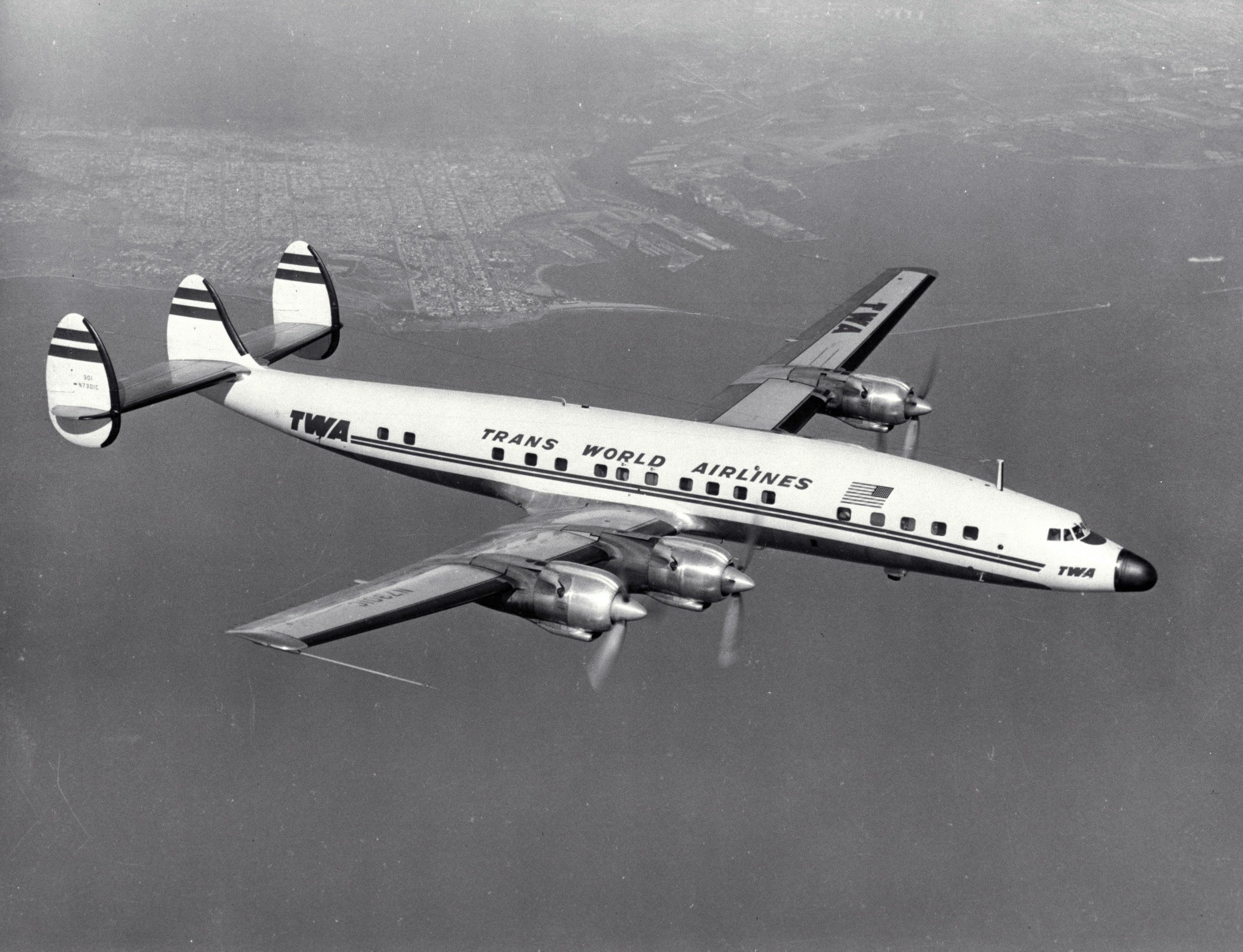
A TWA Lockheed L–1649 Super Constellation utasszállító gépe

A második világháború alatt a Trans World Airlines-szal együtt a Lockheed kifejlesztette a 43 utast New York és London között 13 óra alatt repülő Lockheed Constellationt. A háború alatt első legyártott modelleket a megrendelő légitársaságok helyett a hadsereg kapta, a légitársaságok csak a háború végével jutottak a gépeikhez. Ezzel a Lockheed közel egyéves előnyhöz jutott a háború utáni időszak jövedelmező polgári légiszállítási piacán.
A Lockheed később a Constellation leváltására megtervezte a R6V-t, ám a gép gyenge teljesítménye miatt összesen csak két prototípust építettek.

### Skunk Works

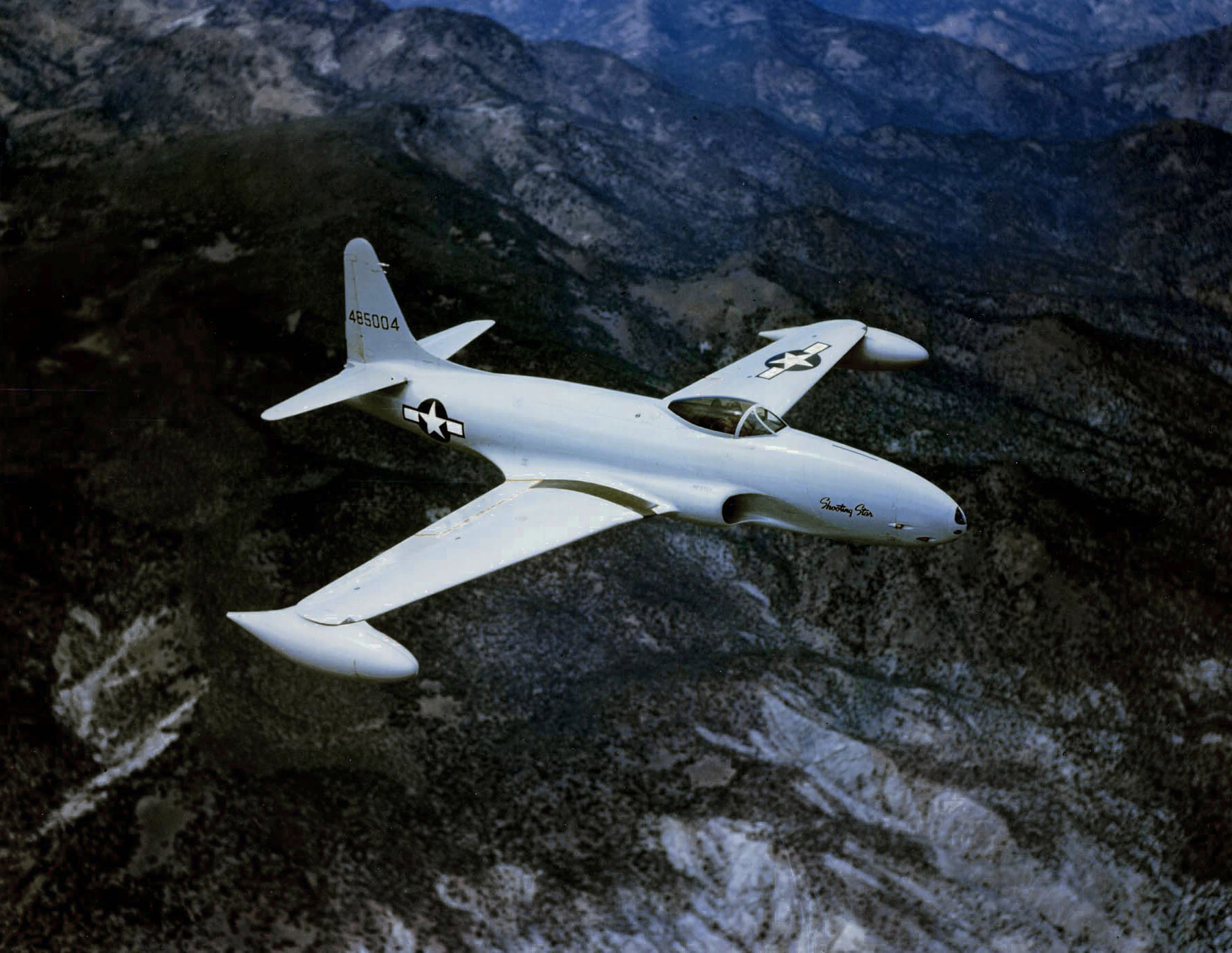
P–80 Shooting Star

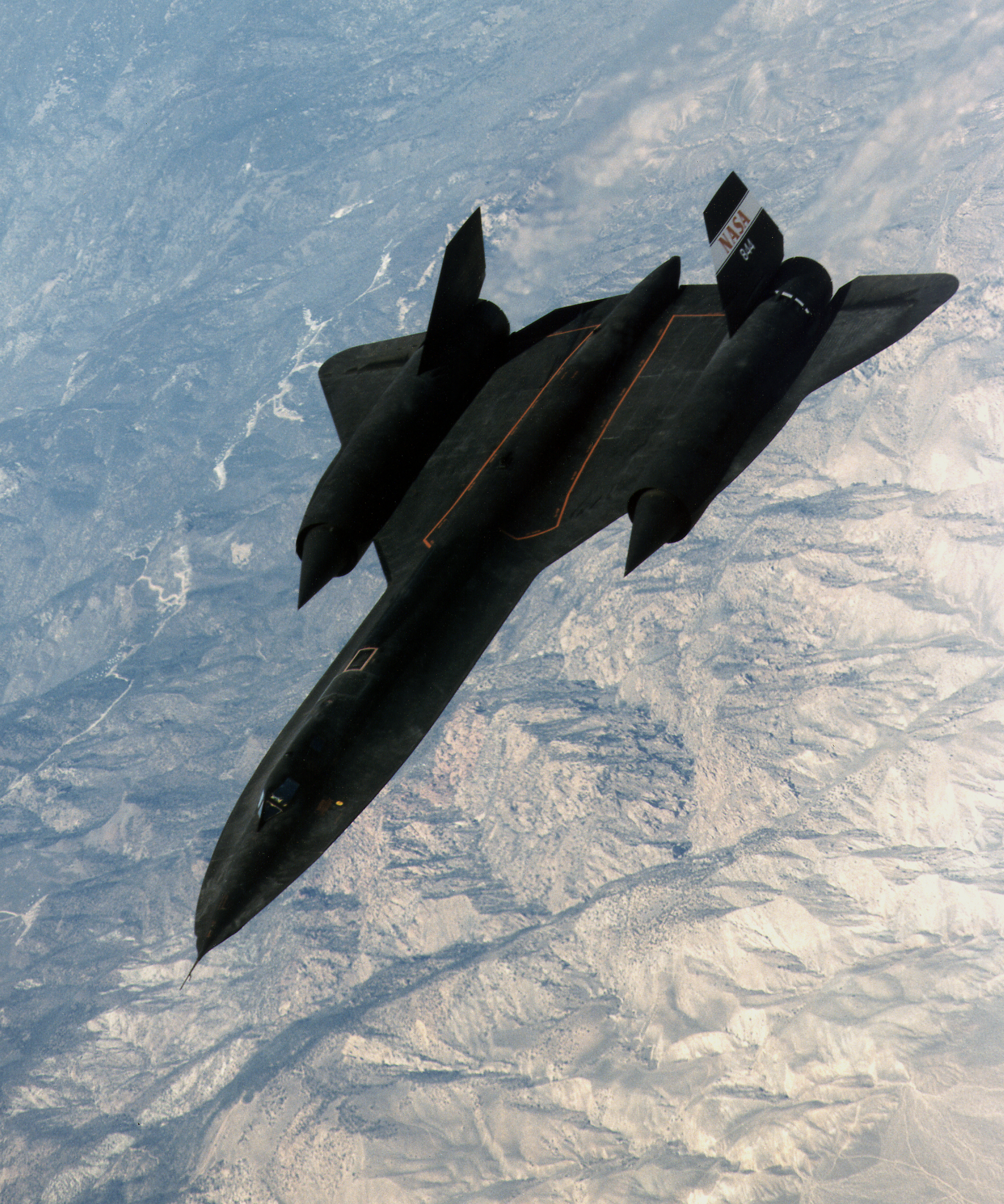
SR–71 Blackbird

1943-ban a Lockheed titokban egy új vadászgép gyártását kezdte meg a burbanki gyárában. A P–80 Shooting Star volt az első légiharcban győzedelmeskedett amerikai sugárhajtású vadászgép, valamint az első olyan sugárhajtású vadászgép is, amely egy MiG–15 lelövésével másik sugárhajtású gép felett ért el győzelmet a koreai háborúban. Addigra a P–80 már elavultnak számított.
A P–80-nal kezdve a Lockheed titkos programjait az Advanced Development Division részlege végezte - ismertebb nevén a Skunk Works. Ez a részleg fejlesztett ki számos sikeres Lockheed gépet, többek között az U–2-t (1950-es évek), az SR–71 Blackbirdöt (1962) és az F–117 Nighthawk lopakodó vadászbombázót (1970-es évek). A Skunk Works gyakran rövid határidővel és korlátozott erőforrásokból hozott létre forradalmian új, magas minőségű repülőgépeket.

### Hidegháborús programjai
1954-ben felszállt a C–130 Hercules négymotoros teherszállító első példánya. A típus napjainkban is tovább gyártják.
1956-ban a Lockheed megbízást kapott az UGM–27 Polaris tengeralattjáró-indítású ballisztikus rakéta kifejlesztésére, amelyeket az UGM–73 Poseidon, az UGM–96 Trident I és az UGM–133 Trident II rakéták követtek.
Az 1960-as években a Lockheed két szélestörzsű repülőgép kifejlesztéséhez kezdett hozzá: a C–5 Galaxy teherszállítóhoz és az L–1011 TriStar utasszállítóhoz. Mindkét program jelentős késésekkel és előreláthatatlan költségtöbblettel járt. A C–5 esetében nem tisztázták a kezdeti feltételeket, ami strukturális gyengeséget okozott, amelyet a Lockheednek saját költségén kellett kijavítania. A TriStar ugyanazt a piacot célozta meg, mint a McDonnell Douglas DC–10; a Rolls-Royce hajtóművek fejlesztési késedelmei miatt azonban a DC–10 után került csak piacra. Az L–1011 kudarca oda vezetett, hogy a Lockheed felhagyott a polgári repülőgépek gyártásával, és kizárólag a katonai piacra összpontosított. A C–5 többletköltségei, az L–1011 kereskedelmi bukása, a hadsereg által végül lemondott AH–56 Cheyenne harci helikopter-program és több rosszul sikerült hajóépítési program miatt a Lockheed jelentős veszteségeket volt kénytelen elkönyvelni az 1970-es évek során.
Az eladósodott Lockheed egyben a legnagyobb amerikai hadiipari beszállító volt, és a felszámolást elkerülendő, az amerikai kormányhoz folyamodott hitelgaranciáért. A kérés parázs vitákat váltott ki a szenátusban, amely végül csak Spiro Agnew alelnök döntő szavazatát követően szavazta meg a garanciát.

### Történelmi áttekintése
- 1912 – Megalakul az Alco Hydro-Aeroplane Company
- 1916 – Nevet változtat Loughead Aircraft Manufacturing Company-ra
- 1926 – Megalakul a Lockheed Aircraft Company
- 1929 – A cég a Detroit Aircraft Company leányvállalatává válik
- 1932 – Robert és Courtland Gross átveszi az irányítást a csődbe jutott Detroit Aircraft Company felett. A cég átalakulása a Lockheed Aircraft Corporation név felvételével is jár
- 1943 – A kaliforniai Burbank repülőterén megalakul a Lockheed titkos programjaival foglalkozó Skunk Works
- 1977 – A cég az egyéb, repüléssel nem kapcsolatos tevékenységek hangsúlyozására nevet változtat: Lockheed Corporation
- 1978 – A cég tulajdonába tartozó Hollywood–Burbank repülőteret eladják a szomszédos városoknak. Létrejön a Burbank–Glendale–Pasadena repülőtér (ma Bob Hope repülőtér)
- 1991 – A Lockheed, a General Dynamics és a Boeing megkezdi az F–22 Raptor fejlesztését
- 1992 – Burbankban véget ér az összes repüléssel és űrtechnológiával foglalkozó gyártás
- 1993 – A Lockheed megvásárolja a General Dynamics repülési üzletágát, amely az F–16 Fighting Falconokat is gyártja
- 1995 – Összeolvad a Martin Mariettával és létrejön a Lockheed Martin

## Nevezetesebb termékei

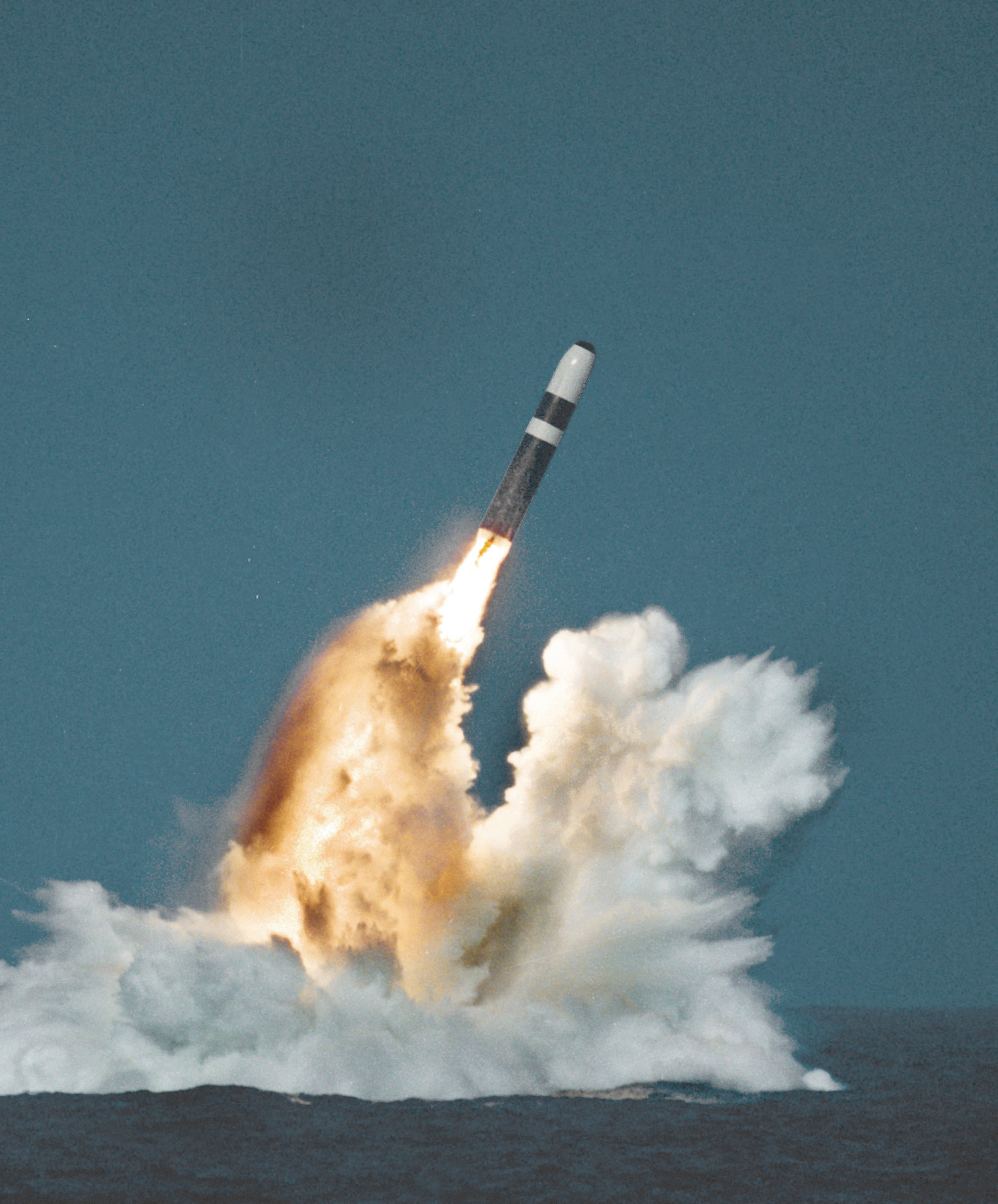
Egy Trident II rakéta tengeralatti indítása

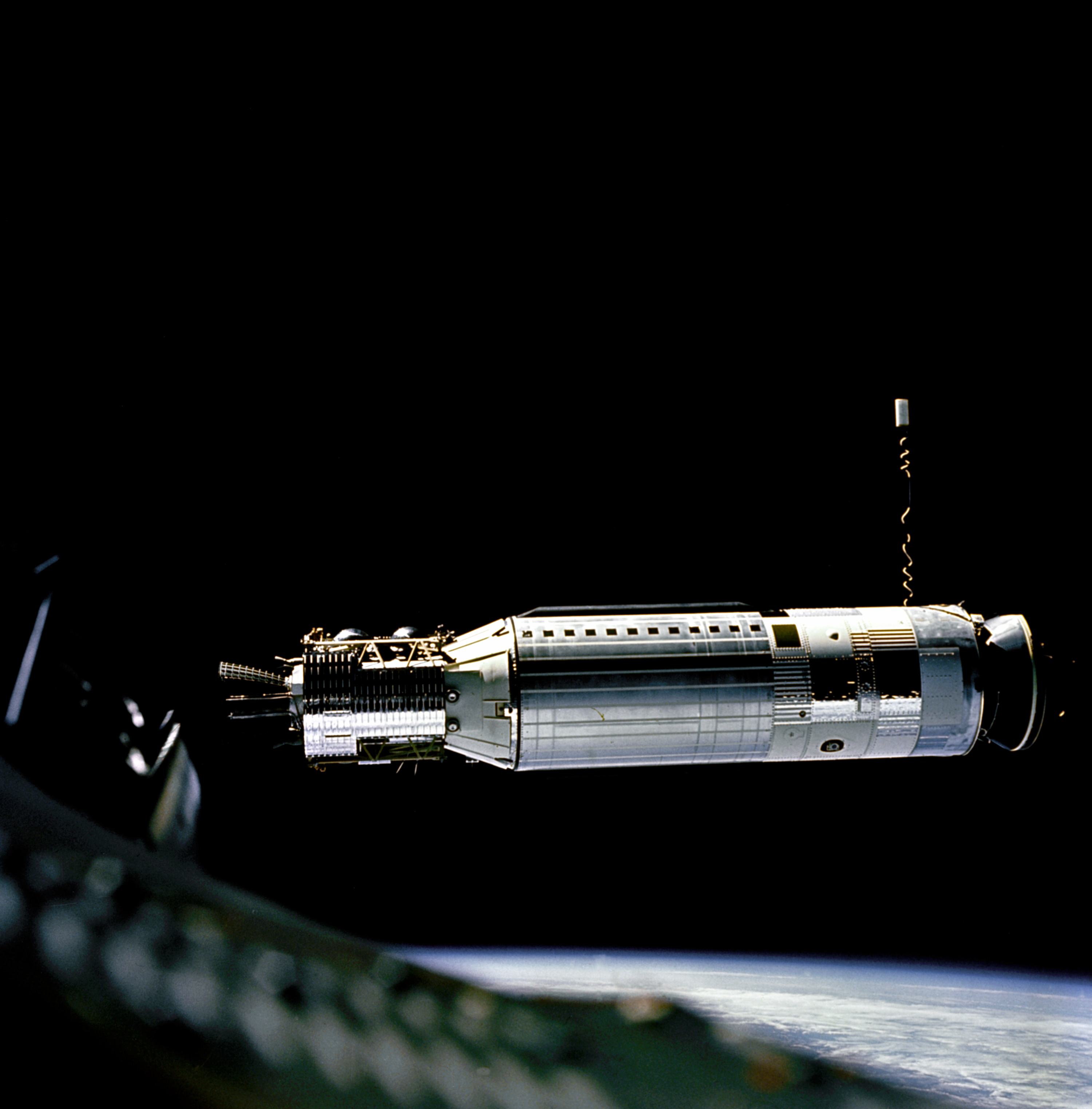
RM–81 Agena

### Polgári utasszállító repülőgépek
- Lockheed Vega
- Lockheed L–10 Electra
- Lockheed Model 12 Electra Junior
- Lockheed Model 14 Super Electra
- Lockheed Lodestar
- Lockheed Constellation
- Lockheed Saturn
- Lockheed L–188 Electra
- Lockheed JetStar, business jet
- Lockheed L–1011 TriStar

### Katonai teherszállító repülőgépek
- C–69/C–121, a Constellation katonai változatai
- Lockheed R6V Constitution
- C–130 Hercules és változatai
- C–141 Starlifter
- C–5 Galaxy

### Vadászgépek
- P–38 Lightning
- P–80 Shooting Star
- T–33 Shooting Star
- F–94 Starfire
- F–104 Starfighter
- F–117 Nighthawk
- F–16 Fighting Falcon
- F–22 Raptor

### Őrjáratozó és felderítő repülőgépek
- Lockheed Hudson
- PV–1 Ventura és PV–2 Harpoon
- P–2V Neptune
- P–3 Orion
- Lockheed U–2
- SR–71 Blackbird
- S–3 Viking
- YO–3A Quiet Star

### Helikopterek
- AH–56 Cheyenne

### Rakéták
- UGM–27 Polaris
- UGM–73 Poseidon
- UGM–96 Trident I
- UGM–133 Trident II

### Űrtechnika
- X–7
- X–17
- X–24C
- Corona
- RM–81 Agena
- Apollo mentőrakéta
- Hubble űrtávcső

### Hajók
- Sea Shadow (IX-529)